# بدوطر كبير
بدوطر كبير (الاسم العلمي: Bodotria magna) هو نوع من المفصليات يتبع جنس البدوطر من الفصيلة البدوطرية.